# کالبدگشایی (فیلم ۱۹۷۴)
کالبدگشایی (ایتالیایی: Autopsy) فیلمی در ژانر ترسناک است که در سال ۱۹۷۴ منتشر شد. از بازیگران آن می‌توان به بری پریموس اشاره کرد.